# Grundsats
Med grundsats menar man i dagligt tal en regel eller lag som anses utgöra grunden för andra regler och lagar. Kan vara en princip eller ett påstående.
Inom logiken och språkvetenskap är grundsats synonymt med axiom. 